# Gustav von Löbbecke
Johann Emil Gustav von Löbbecke (* 29. November 1846 in Braunschweig; † 14. Februar 1931 in Kassel) war ein deutscher Gutsbesitzer und Abgeordneter des Provinziallandtages der preußischen Provinz Hessen-Nassau.

## Leben
Johann Emil Gustav von Löbbecke wurde als Sohn des Landwirts Johann Heinrich Wilhelm Löbbecke und seiner zweiten Frau Elvire Karoline Helene Denike geboren. Im Herbst 1868 trat er seinen Militärdienst als Einjährig-Freiwilliger im 1. Garde-Dragoner-Regiment in Berlin an. Im Juli 1870 übernahm er das Erbe seines 1852 verstorbenen Vaters, das Gut Welfesholz im Mansfelder Seekreis im Mansfelder Land, welches er bereits 1875 verkaufte und im Jahr darauf aus dem Erlös das Rittergut Marzhausen im Landkreis Witzenhausen erwarb.
1870 nahm er am Deutsch-Französischen Krieg teil und wurde am 20. Oktober 1870 zum Premierleutnant befördert. Im Jahr darauf kehrte er auf sein Gut Welfesholz zurück.
1877 erhielt er als Vertreter der höchstbesteuerten Grundbesitzer und Gewerbetreibenden in indirekter Wahl ein Mandat für den Kurhessischen Kommunallandtag des Regierungsbezirks Kassel, aus dessen Mitte er zum Abgeordneten des Provinziallandtages der Provinz Hessen-Nassau bestimmt wurde.
Am 14. Oktober 1873 heiratete er in Bonn Selma Freiin von Mirbach (* 1853). Aus der Ehe gingen die Söhne Gustav, Max und Wilhelm sowie die Tochter Else (* 1886) hervor.

## Auszeichnungen
- 18. Mai 1889 Nobilitierung in den erblichen  Adelstand durch den preußischen König[2]